# Justin Jon Ross
Justin Jon Ross (1985) è un attore statunitense.
È conosciuto principalmente per i film Piccoli campioni (1994) e Il grande bullo (1996) e per il cartone animato La vita con Louie (1995).

## Filmografia

### Cinema
- Piccoli campioni (Little Giants) (1994)
- Il grande bullo (Big Bully) (1996)

### Televisione
- La tata (The Nanny) - serie TV, episodio 3x13 (1995)
- La vita con Louie (Life with Louie) (1995) - voce
- Crayola Kids Adventures: 20,000 Leagues Under the Sea (1997) - Film TV
- Buffy l'ammazzavampiri (Buffy the Vampire Slayer) - serie TV, episodio 1x06 (1997)
- Il bambino venuto dal mare (The Thirteenth Year) (1999) - Film TV
- Sabrina, vita da strega (Sabrina, the Teenage Witch) - serie TV, episodio 3x12 (1999)